# Farkas Pál (író)
Farkas Pál, születési neve Siegfried (Frédi) Paul Schlesinger, 1892–1910-ig Wolfner Pál (Bécs, 1878. november 27. – Budapest, Terézváros, 1921. április 23.) író, szociológus, ügyvéd, országgyűlési képviselő, 1909-től a Petőfi Társaság tagja.

## Élete
Budai Goldberger Anna (1850–1893) Schlesinger Lajos (1846–1881) orvossal kötött első házasságából született. Az apa korai halála után édesanyja a könyvkiadó cégalapító Wolfner Józsefhez ment nőül, aki röviddel az asszony halála előtt, 1892-ben a kiskorú Pált és testvérét, Ottó Györgyöt örökbe fogadta. A Bécsben érettségizett, két évvel fiatalabb öccse, Ottó György (1880. március 10. – 1905. november) fiatalon, még joggyakornokként hunyt el. Féltestvére Farkas István festő volt.
Bécsben tanult gimnáziumban, s 1896-ban itt tette le az érettségit is. Egyetemi tanulmányait a Budapesti Tudományegyetemen végezte, itt az Egyetemi Kör elnöke s az Egyetemi Lapok szerkesztője, majd az Ügyvédjelöltek Országos Egyesületének első elnöke lett. Egyik megalapítója volt a Magyar Társadalomtudományi Egyesületnek, melynek főtitkári tisztét is ellátta. Az első világháború kitörésekor önkéntesként azonnal bevonult.
Írói működése igen gazdagnak mondható, a szépirodalom mellett történelmi és szociológiai tanulmányokkal is foglalkozott. 1910-ben, már Farkas vezetéknévvel, a Petőfi Társaság tagja és országgyűlési képviselő lett. 1912-ben részt vett a Magyar–Lengyel Egyesület megalapításában.
Tisza István köréhez tartozott Herczeg Ferenchez hasonlóan.
Műveiben használta még az alábbi álneveket, szignókat: Fp.; F. P.; (-s -l); Szigma; Fs. Pl. (álnév) ; P. Wolfner Pál; Farkas-Wolfner.

## Művei

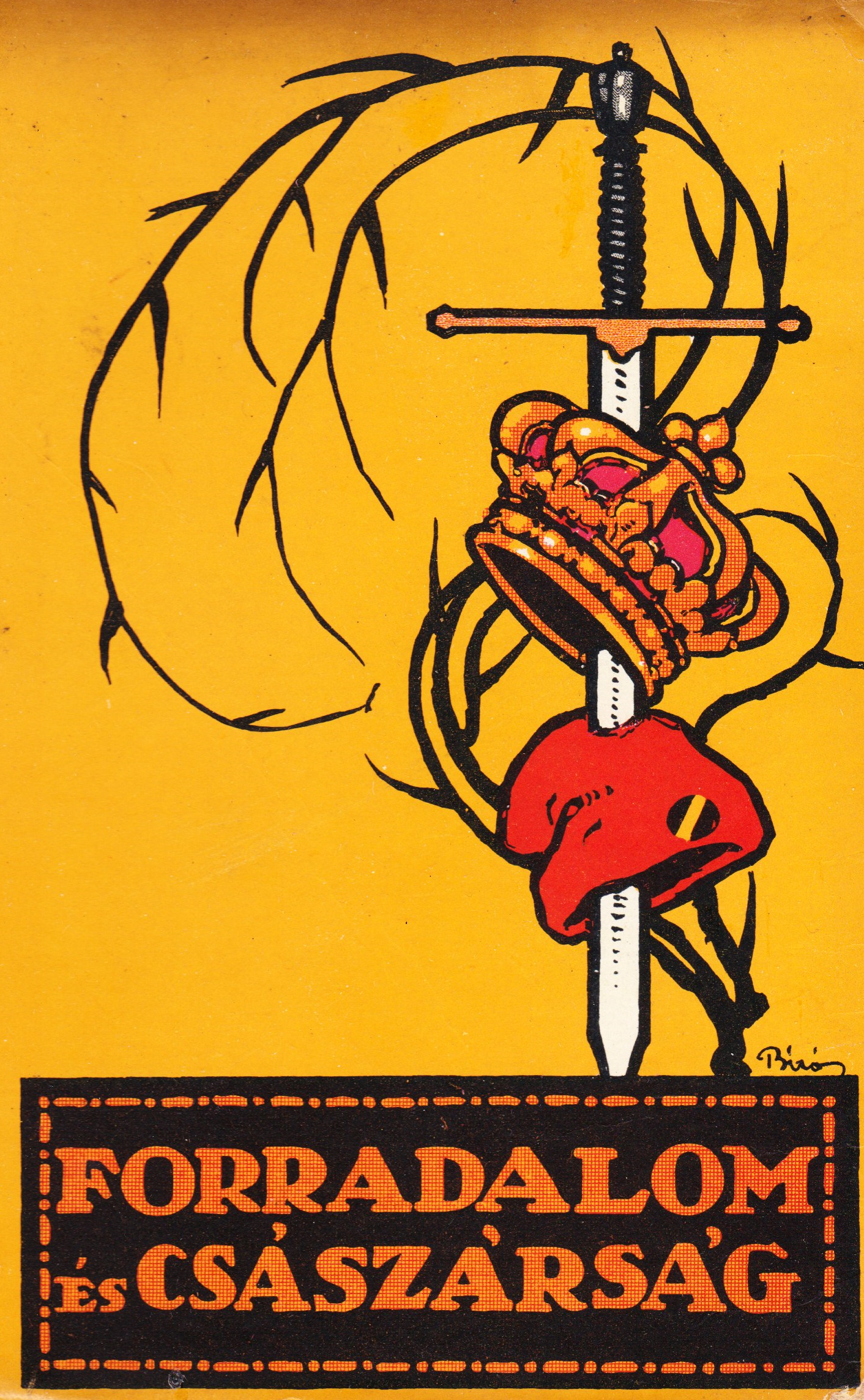

- Az imrefalvi leány (1904)
- Meddő küzdelem (1905)
- A renegát (1907)
- Doktor Hartmann (1911)
- Az utolsó menüette (1912)
- Az önkéntes naplója (színmű, 1912)
- Olga (1905); Online
- Bálványok (színmű, 1907)
- A varsányi csata (színmű, 1912)

Ifjúsági regények:
- A konventbiztos (dráma – előadták a Nemzeti Színházban –, 1913)
- Egy körorvos följegyzései (1913)
- Egy tanár jegyzetei (1917)
- Kuthy Etelka (1917)
- Strigonius (1918)
- Az esriadi rézbánya (1918)
- A zanzibári leány (1919)
- Mithridates kincse (1920)
- Él az igazság (1921)
- A láthatatlan imám keze (1923)
- Egy magyar fiú Napóleon hadseregében
- Laci Törökországban

Útleírása:
- Keleti úti képek Palesztináról és Egyiptomról.

Népszerű tudományos műve a Forradalom és császárság című 8 kötetes munka.
További tudományos munkái:
- A szocialismus története és tanításai (1901)
- Osztályharcok a tizenkilencedik században (1904)
- Vázlatok a szabadelvűség történetéből (1905)
- Az amerikai kivándorlás (1908)
- A francia forradalom (I-II., 1912) (Forradalom és császárság-sorozat)
- Staatsstreich und Gegenrevolution in der Türkei (1909)